# Olivierus kaznakovi
Espèce
Synonymes
- Buthus kaznakovi Birula, 1904

Olivierus kaznakovi est une espèce de scorpions de la famille des Buthidae.

## Distribution
Cette espèce se rencontre au Tadjikistan et en Ouzbékistan dans la province de Djizak,.

## Description
Le mâle syntype mesure 42 mm et la femelle syntype 55 mm.
Les mâles mesurent de 68 à 70 mm et les femelles de 68 à 75 mm.

## Systématique et taxinomie
Cette espèce a été décrite sous le protonyme Buthus kaznakovi par Birula en 1904. Elle est considérée comme une sous-espèce de Buthus caucasicus par Birula en 1910. Elle est élevée au rang d'espèce par Fet, Kovařík, Gantenbein, Kaiser, Stewart et Graham en 2018. Elle est placée dans le genre Olivierus par Kovařík en 2019.

## Étymologie
Cette espèce est nommée en l'honneur d'A. N. Kaznakov.

## Publication originale
- Birula, 1904 : « Miscellanea scorpiologica. VI. Ueber einige Buthus-Arten Centralasiens nebst ihrer geographischen Verbreitung. » Annuaire du Musée Zoologique de l’Académie Impériale de Sciences de St.-Pétersbourg, vol. 9, no , p. 20–27 (texte intégral).